# Tricladium gracile
Tricladium gracile är en svampart som beskrevs av Ingold 1944. Tricladium gracile ingår i släktet Tricladium och familjen Helotiaceae.   Inga underarter finns listade i Catalogue of Life.